# Toos (voornaam)
Toos is een Nederlandstalige meisjes-voornaam en betekent de onschatbare, reinzuiver. De naam is afgeleid van Catharina (via Cato) of Antonia als koosnaam (hypocoristicon). Tooske is een verkleinwoord. In de Verenigde Staten zijn er meer varianten, waaronder Toni, Tony en Tona.
In Nederland kwam de naam in 2017 als vrouwelijke voornaam 217 keer voor, 243 keer als volgnaam en 22 keer als mannelijke volgnaam.

## Naamdragers
- Toos Toverhoed, mascotte van Toverland
- Toos Vandervelde,  deelname De Mol in 2023
- Toos van Holstein, Nederlandse kunstenares
- Toos Beumer (Catharina Johanna Beumer, geboren 1947), Nederlandse zwemmer
- Toos Faber-de Heer (1929–2020), een Nederlandse journalist
- Toos Goorhuis-Tjalsma (1915-2004), Nederlandse bedenker van het Pieterpad
- Toos Roodzant , (Catharina Roodzant, 1896–1999), Nederlands schaakmeester
- Toos van der Ende (Catharina van der Endeborn, geboren 1945), Nederlandse roeier
- Toos van der Klaauw (Catharina Maria van der Klaauw, 1915–2011), Nederlandse schermer
- Toos van der Valk (geboren 1931), Nederlands slachtoffer van ontvoering